# Oberleitungsbus Naryn
| Oberleitungsbus Naryn                                     | Oberleitungsbus Naryn |
| --------------------------------------------------------- | --------------------- |
| ZiU-9 008 im Westen Naryns in Richtung Raimilizija (2010) |                       |
|                                                           |                       |
| Streckenlänge:                                            | 6,7 km                |
|                                                           |                       |

Der Oberleitungsbus Naryn war das wichtigste innerstädtische öffentliche Verkehrsmittel in der kirgisischen Stadt Naryn und einer von drei Oberleitungsbusbetrieben in Kirgisistan. Er verkehrte auf einer Linie mit einer Streckenlänge von etwa 6,7 Kilometern. 

## Geschichte
Das Stadtgebiet von Naryn besitzt eine charakteristische Ausdehnung in Ost-West-Richtung, die dem innerstädtischen Verlauf des Flusses Naryn entspricht. Dadurch konzentriert sich trotz der relativ geringen Einwohnerzahl von etwa 40.000 Personen das Verkehrsverhalten der Bevölkerung entlang der Hauptachse, die im gesamtstädtischen Straßennetz durch die uliza Lenina gebildet wird. Zu diesem Zweck wurde 1994 die technische Infrastruktur für den Obusbetrieb errichtet. 
Der Obusbetrieb wurde am 13. Dezember 1994 eröffnet, anderen Angaben zufolge erst am 30. Dezember 1994. Der Betriebshof befindet sich im Westen der Stadt etwas südlich der uliza Lenina, die Endhaltestelle befand sich am Abzweig von dieser. Gewendet wurde im Betriebshof. Der Betriebshof selbst besteht lediglich aus einem Gelände mit einfacher Fahrleitungsschleife. Ein Werkstattgebäude wurde bis zum Rohbauzustand errichtet, aber nie fertiggestellt.
Die Strecke der Obuslinie verlief entlang der uliza Lenina bis zum Stadtzentrum und darüber hinaus am Busbahnhof vorbei bis zur östlichen Endhaltestelle „Moskowski“, wo die Fernverkehrsstraße nach Kotschkor nach Norden abzweigt. In diesem Bereich befand sich bei einer Höhe von etwa 2070 Metern auch der höchste geographische Punkt innerhalb der Obuslinie. Die Streckenlänge betrug etwa 4,6 Kilometer, die der Anschlussstrecke zum Betriebshof etwa 300 Meter.
In den ersten Betriebsjahren waren bis zu fünf Obusse im Einsatz. Aufgrund mangelnder finanzieller Unterstützung und wegen Problemen mit der Fahrzeuginstandhaltung sank der Fahrzeugauslauf, 2008 verkehrte nur noch ein Obus etwa stündlich auf der Strecke. Im Mai 2008 musste der Betrieb ganz eingestellt werden.
Nachfolgend konnte jedoch die Finanzierung für den weiteren Betrieb gesichert werden. Darüber hinaus wurde während der Stilllegungszeit die Strecke am westlichen Ende um etwa 2,1 Kilometer zur Endhaltestelle „Raimilizija“ verlängert. Der auch zuvor nicht mit Fahrgästen bediente Abschnitt zum Betriebshof war seitdem nur noch eine Stichstrecke. Am Abzweig wurden die Fahrleitungsweichen nur an der Fahrleitung der Richtung Raimilizija–Moskowski angeschlossen, bei Bedarf wurden die Abzweigfahrleitungen für beide Richtungen benutzt.
Bereits im September 2008 wurde der Betrieb auf der nunmehr auf 6,7 Kilometer verlängerten Strecke wieder aufgenommen. Seitdem waren wieder bis zu drei Obusse im Einsatz. 
Ende Mai 2024 wurde wie in jedem Jahr der Betrieb für die Sommerschulferien eingestellt. Ebenfalls Ende Mai 2024 wurden Elektrobusse des Typs Yutong E 10 beschafft, die auch auf oberleitungslosen Abschnitten eingesetzt werden. Nach den Ferien wurde der Obusbetrieb zunächst nicht wiederaufgenommen, es wurden aber noch weitere gebrauchte Obusse übernommen. Im März 2025 wurde entschieden, den Obusbetrieb nicht wieder aufzunehmen, stattdessen sollen Dieselbusse beschafft werden.

## Fahrzeugeinsatz
In Naryn waren ausschließlich Obusse des russischen Typs ZiU-9 (ZiU-682) im Einsatz. Sie wurden zu verschiedenen Zeitpunkten gebraucht aus Bischkek übernommen. 2010 waren fünf ZiU-9 mit den Nummern 007 bis 011 im Betriebsbestand, wovon die Obusse 007 bis 009 dem älteren Untertyp ZiU-682V angehörten und 010 und 011 dem Untertyp ZiU-682G. Teilweise waren diese Obusse zuvor mit den Betriebsnummern aus Bischkek im Einsatz. 2013 wurden erneut zwei ZiU-9 aus Bischkek übernommen, sie behielten die dort verwendeten Betriebsnummern 1116 und 1508. Die Anzahl der insgesamt in Naryn im Einsatz gewesenen ZiU-9 ist nicht bekannt, teilweise wurden Nummern mehrfach belegt und Obusse noch mit der Betriebsnummer aus Bischkek ausgemustert. Im Oktober 2017 wurden zwei weitere ZiU-9 aus Bischkek übernommen und mit den unveränderten Nummern 1517 und 1524 in Betrieb genommen. Der ZiU-9 010 als letzter vor 2013 vorhanden gewesener Obus wurde daraufhin ausgemustert. 2023 folgten vier weitere ZiU-9 mit den Nummern 1527, 1531, 1532 und 1533. Seit der daraufhin erfolgten Ausmusterung des 1116 sind nur noch Fahrzeuge des Untertyps ZiU-682G im Einsatz. Im September 2024, also bereits nach der faktischen Betriebseinstellung, wurden nochmals sechs Obusse aus Bischkek übernommen, drei ZiU-682G-016.05 (eine modernere Unterbauart des ZiU-9) und erstmals drei Niederflurobusse des Typs VMZ-5298.01. Eingesetzt wurden diese Obusse nicht mehr.

## Betrieb
Der Oberleitungsbus in Naryn verkehrte nur montags bis freitags von 7:10 Uhr bis etwa 19:00 Uhr, der Betrieb wurde regelmäßig während der Sommerschulferien ausgesetzt. Je nach betriebsfähigem Fahrzeugbestand waren bis zu drei Obusse in Betrieb, wodurch sich bei vollzähliger Bestückung ungefähr ein 20-Minuten-Abstand ergab. Die Obusse führten weder Liniennummern noch Zielschilder.

## Bilder

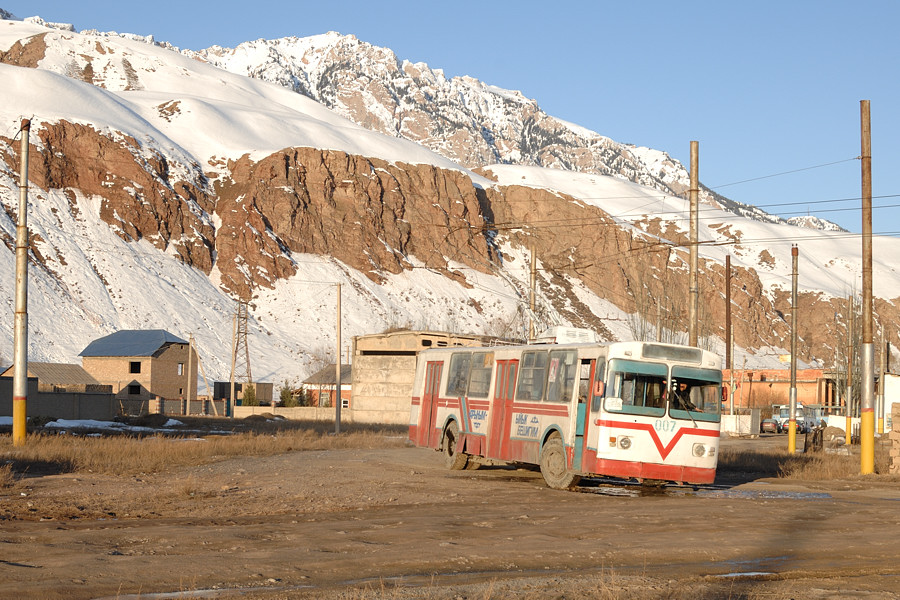
ZiU-9 007 bei Ausfahrt aus dem Betriebshof (2010)

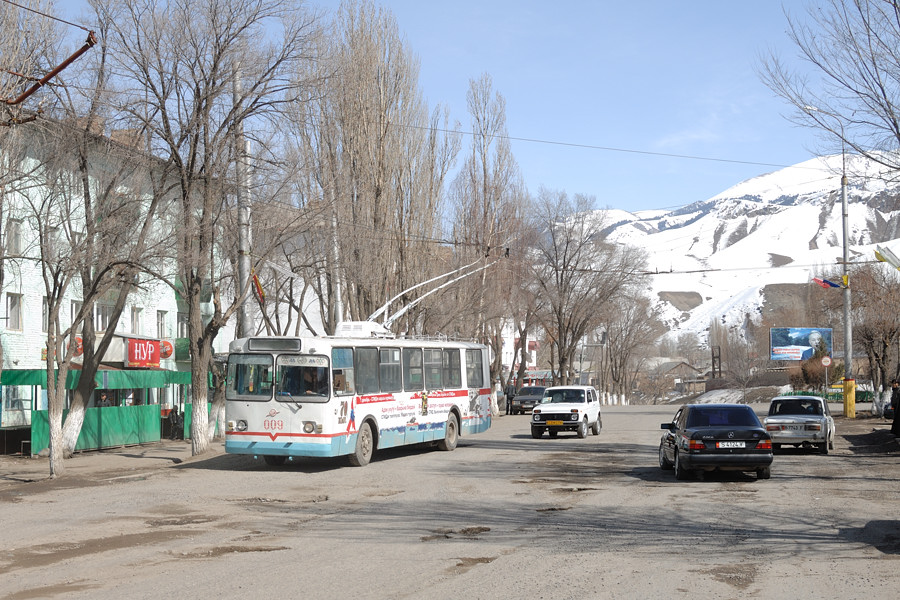
ZiU-9 009 an der Endhaltestelle Moskowski (2010)

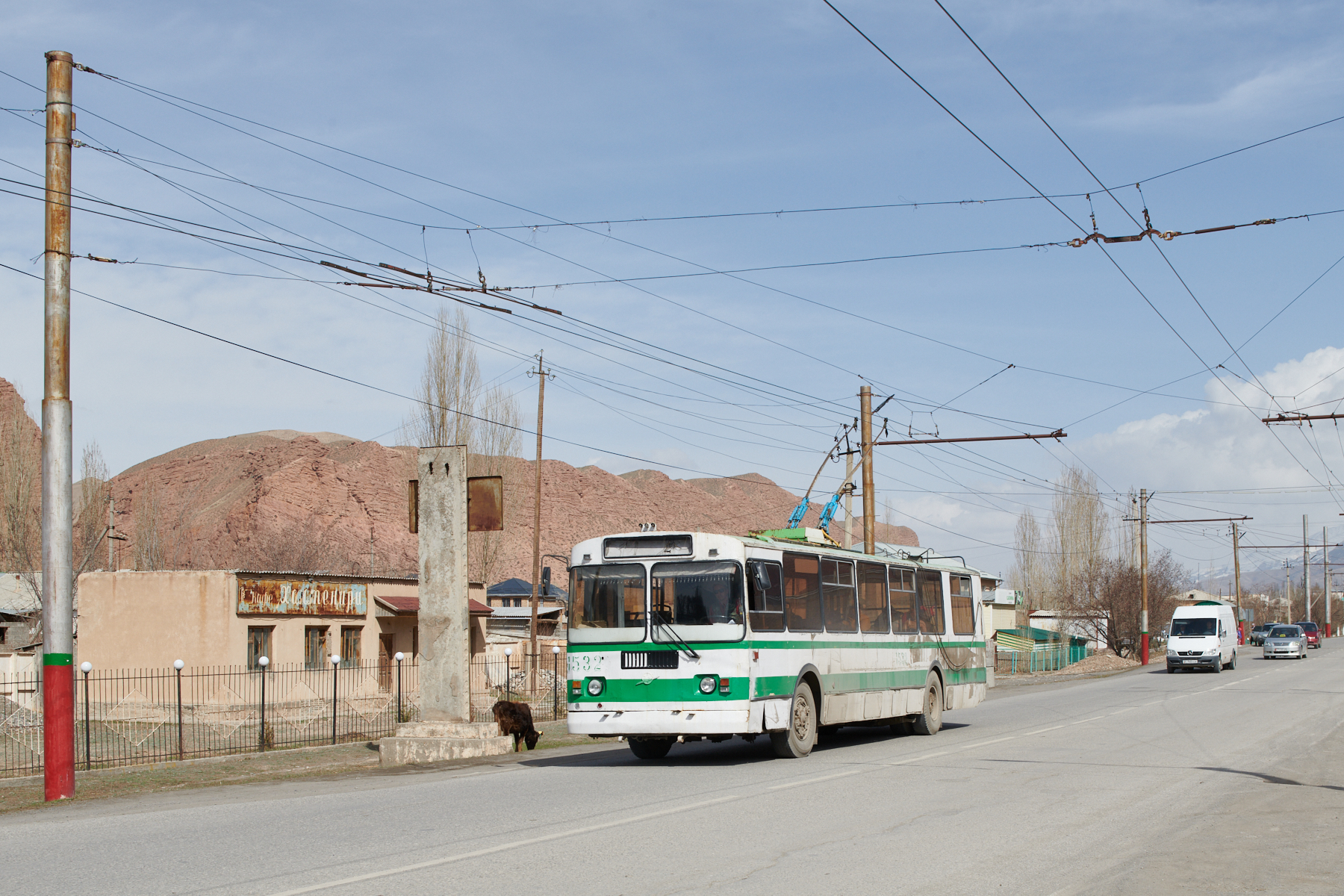
ZiU-9 1532 bei der Einfahrt der Endhaltestelle Raimilizija (2023)